# Henry Wood (chef d'orchestre)
Pour les articles homonymes, voir Henry Wood.
Sir Henry Joseph Wood est un chef d'orchestre anglais, né à Londres le 3 mars 1869, mort à Hitchin le 19 août 1944.

## Biographie
Le nom d'Henry Wood reste associé aux Proms, officiellement appelées BBC Proms ou Henry Wood Promenade Concerts qu'il dirige pendant près d'un demi-siècle, à partir de 1895. Il a une influence majeure sur la vie musicale anglaise au tournant du XXe siècle, et ce jusqu'à sa mort, par son action pédagogique envers le public. Il crée un nombre impressionnant d'œuvres et contribue largement à faire connaître ses contemporains, dont Debussy, Strauss, Reger, Schönberg... Il est anobli en 1911.
Ses cendres sont enterrés dans l'église St Sepulchre-without-Newgate dans la Cité de Londres.

## Créations
Parmi les créations de Henry Wood, on peut citer :
- Benjamin Britten : Concerto pour piano
- Frederick Delius : A Song Before Sunrise ; A Song of Summer ; The Idyll.
- Edward Elgar : The Wand of Youth, suite no 1 ; Sospiri et les quatrième et cinquième marches de Pomp and Circumstance
- Sergei Rachmaninoff : Concerto pour piano no 1
- Ralph Vaughan Williams : Norfolk Rhapsody no 1 ; Flos Campi ; Serenade to Music

### Premières auditions au Royaume-Uni
- Béla Bartók : Dance Suite

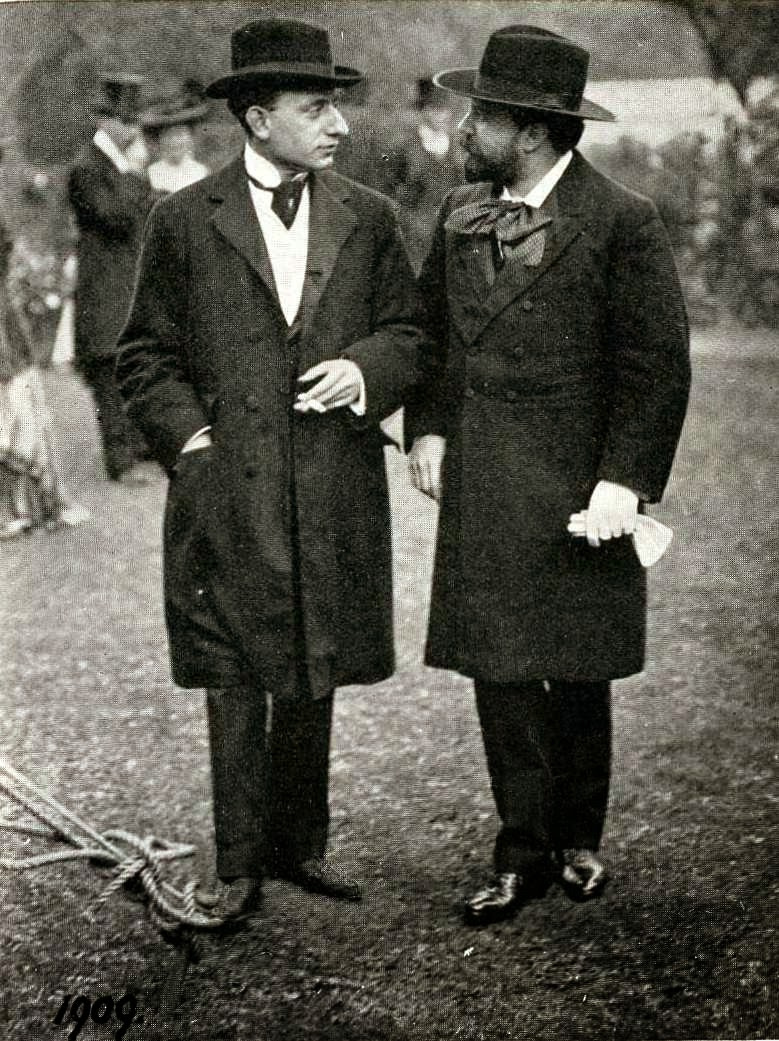
Les chefs d'orchestre Landon Ronald et Henry Wood en 1909.

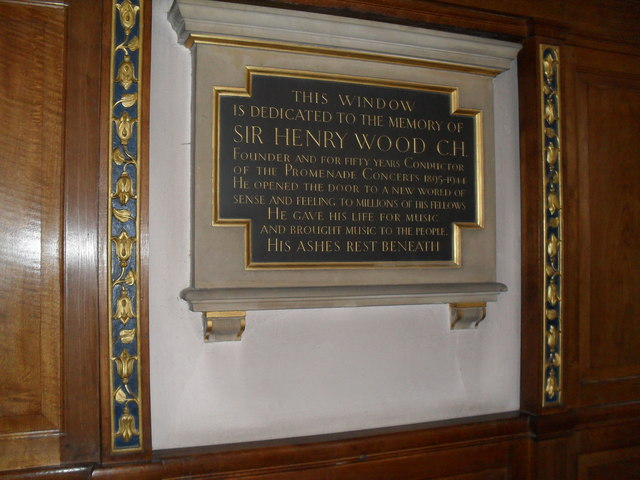
Mémorial à Henry Wood marquant son lieu de sepulture, St Sepulchre-without-Newgate.

- Emmanuel Chabrier : Joyeuse Marche
- Aaron Copland : Billy the Kid (ballet)
- Claude Debussy : Prélude à l’après-midi d’un faune ; Ibéria
- César Franck : Le Chausseur Maudit
- Reynaldo Hahn : Le Bal de Béatrice d'Este
- Paul Hindemith : Kammermusik 2 et 5
- Leoš Janáček : Sinfonietta ; Taras Bulba ; Messe Glagolitique
- Zoltán Kodály : Danses de Galanta
- Gustav Mahler : Symphonies 1, 4, 7 et 8 ; Adagietto et Das Lied von der Erde
- Sergueï Prokofiev : Concerto pour piano no 1 ; Concerto pour violon no 2
- Maurice Ravel : Ma Mère l'Oye ; Rapsodie espagnole ; La Valse ; Concerto pour piano
- Nikolaï Rimski-Korsakov : Capriccio espagnol ; Shéhérazade ; Symphonie no 2
- Camille Saint-Saëns : Le Carnaval des Animaux
- Robert Schumann : Konzertstück pour 4 cors et orchestre
- Dmitri Chostakovitch : Concerto pour piano no 1 ; Symphonies 7 et 8 (13 juillet 1944 avec le LPO)
- Jean Sibelius : Symphonies 1, 6, et 7 ; Concerto pour violon ; Suite Karelia ; Tapiola
- Richard Strauss : Symphonia Domestica
- Igor Stravinsky : L'Oiseau de feu (suite)
- Piotr Ilitch Tchaïkovski : Eugene Onegin ; Manfred ; Casse-noisette (suite)
- Anton Webern : Passacaglia

## Sources
- Marc Honegger, « Hermann, Johann David », dans Dictionnaire de la musique : Les hommes et leurs œuvres, Éditions Bordas, coll. « Science de la Musique », 1979, XV-597 p., Tome I (A-K) (ISBN 2-04-010721-5, OCLC 79735642)